# Abrothrix andina
Abrothrix andina (Philippi, 1858) è un roditore della famiglia dei Cricetidi diffuso nell'America meridionale.

## Descrizione

### Dimensioni
Roditore di piccole dimensioni, con la lunghezza della testa e del corpo tra 66 e 83 mm, la lunghezza della coda tra 46 e 67 mm, la lunghezza del piede tra 18 e 25 mm, la lunghezza delle orecchie tra 13 e 16 mm e un peso fino a 31 g.

### Aspetto
La pelliccia è lunga, molto densa e soffice. Le parti dorsali variano dal marrone chiaro o giallo-brunastro al grigio-rossastro, mentre le parti ventrali sono grigie o bianco-grigiastre. Le labbra ed il mento sono bianchi. Una macchia più chiara è presente alla base posteriore di ogni orecchio. La coda è più corta della testa e del corpo, è scura sopra e più chiara sotto.

## Biologia

### Comportamento
È una specie terricola e notturna sebbene sia attiva di giorno durante l'autunno e l'inverno. Scava sistemi di gallerie profonde 5 cm nel terreno tra le rocce. 

### Alimentazione
Si nutre di artropodi, semi e altre parti vegetali.

### Riproduzione
Maschi sessualmente attivi sono stati catturati a gennaio, mentre femmine che allattavano in marzo.

## Distribuzione e habitat
Questa specie è diffusa nelle regioni andine dal Perù meridionale fino al Cile centrale e all'Argentina centro-occidentale.
Vive nelle praterie andine tra i 2 000 e i 5 000 metri di altitudine.

## Tassonomia
Sono state riconosciute 2 sottospecie:
- A.a.andina: Argentina nord e centro-occidentale, Cile centrale;
- A.a.dolichonyx (Philippi, 1896): Perù meridionale, Bolivia occidentale, Cile settentrionale.

## Conservazione
La IUCN Red List, considerato il vasto areale in una zona con bassa densità umana, la presenza in diverse aree protette e la popolazione presumibilmente numerosa, classifica A.andina come specie a rischio minimo (Least Concern).